# Europarlamentari dell'Ungheria della VII legislatura
Gli europarlamentari dell'Ungheria della VII legislatura, eletti in seguito alle elezioni europee del 2009, sono stati i seguenti.

## Composizione storica
| Europarlamentare     | Lista                              | Gruppo |
| -------------------- | ---------------------------------- | ------ |
| János Áder           | Fidesz - Unione Civica Ungherese   | PPE    |
| Zoltán Balczó        | Movimento per un'Ungheria Migliore | NI     |
| Lajos Bokros         | Forum Democratico Ungherese        | ECR    |
| Tamás Deutsch        | Fidesz - Unione Civica Ungherese   | PPE    |
| Kinga Gál            | Fidesz - Unione Civica Ungherese   | PPE    |
| Béla Glattfelder     | Fidesz - Unione Civica Ungherese   | PPE    |
| Kinga Göncz          | Partito Socialista Ungherese       | S&D    |
| Zita Gurmai          | Partito Socialista Ungherese       | S&D    |
| Enikő Győri          | Fidesz - Unione Civica Ungherese   | PPE    |
| András Gyürk         | Fidesz - Unione Civica Ungherese   | PPE    |
| Ágnes Hankiss        | Fidesz - Unione Civica Ungherese   | PPE    |
| Edit Herczog         | Partito Socialista Ungherese       | S&D    |
| Lívia Járóka         | Fidesz - Unione Civica Ungherese   | PPE    |
| Ádám Kósa            | Fidesz - Unione Civica Ungherese   | PPE    |
| Krisztina Morvai     | Movimento per un'Ungheria Migliore | NI     |
| Csaba Őry            | Fidesz - Unione Civica Ungherese   | PPE    |
| Pál Schmitt          | Fidesz - Unione Civica Ungherese   | PPE    |
| György Schöpflin     | Fidesz - Unione Civica Ungherese   | PPE    |
| László Surján        | Fidesz - Unione Civica Ungherese   | PPE    |
| József Szájer        | Fidesz - Unione Civica Ungherese   | PPE    |
| Csanád Szegedi       | Movimento per un'Ungheria Migliore | NI     |
| Csaba Sándor Tabajdi | Partito Socialista Ungherese       | S&D    |

## Modifiche intervenute

### Fidesz - Unione Civica Ungherese
- In data 02.06.2010 a Pál Schmitt subentra Ildikó Gáll-Pelcz.
- In data 12.09.2010 a Enikő Győri subentra Zoltán Bagó.
- In data 01.06.2012 a János Áder subentra Erik Bánki.
- In data 15.05.2014 a Erik Bánki subentra Balázs Hidvéghi.

### Movimento per un'Ungheria Migliore
- In data 31.05.2010 a Zoltán Balczó subentra Béla Kovács.